# Пропагандон
Пропагандо́н — уничижительное прозвище, термин и российский неологизм, обычно используемый для описания на оппозиционных ресурсах и в социальных сетях журналистов, распространяющих государственную пропаганду и дезинформацию, и иных провластных пропагандистов.

## Определение
Издание «Медуза» пишет, что «пропагандоны» — это особая категория пропагандистов: «те, кто занимается распространением низкопробных, очевидно неправдоподобных или откровенно бредовых идей».
Согласно трактовке «Нового русского политического словаря» от журнала GQ, пропагандон — это активист, динамично работающий в поддержку определённой точки зрения. Александр Болотов из «Медузы» отмечает, что в широком смысле «пропагандон» — это человек, распространяющий информацию, которая не нравится говорящему. Он пишет, что ругательство «пропагандон» отличается от характеристики «пропагандист» не только низкопробностью продукции, но и тем, что «пропагандон», будучи «пропагандистом-конъюнктурщиком», «запальчиво и агрессивно» всегда на стороне сильного, продвигает провластные идеи и ценности, ничем не рискует и ему не грозит цензура.
Слово представляет собой смесь двух других слов — «пропаганда» и «гандон». Последнее является русским оскорблением, которое происходит от английского «condom» («презерватив») и обычно относится к негативному описанию человека. На английский термин «пропагандон» можно перевести как «propaganda-condom» (дословно — «пропаганда-презерватив»). Герменевтический анализ структуры слова порождает представление о продажности и нечистоплотности пропагандистов и их принижение с помощью сравнения с презервативом.

## История
Неологизм вошёл в широкий обиход в середине 2000-х годов. Вскоре сами пропагандисты стали называть себя «пропагандонами» в порядке самоиронии, что ценилось в блогах того времени. Термин ввёл в использование журналист, главный редактор сайта Kreml.org Павел Данилин. Блог Данилина, известного своей провластной позицией, называется «Записки спецпропагандона». По словам политического обозревателя «Медузы» Андрея Перцева, чиновники администрации президента и провластные политтехнологи называют «пропагандонами» «совсем отбитых пропагандистов», таких как Владимир Соловьёв или Ольга Скабеева.
В марте 2021 года британский журнал The Economist опубликовал статью, где попытался объяснить своим читателям значение термина «пропагандон» в русском языке. Для наглядности публикацию сопровождало изображение презерватива в цветах флага России, натянутого на банан. Авторы считают, что российские телезрители «устали от пропаганды» и что это касается и пользователей социальных сетей.
По мнению The Economist, «сочетание детских прозвищ и мощной кремлёвской информационной машины превращает пропаганду в забавное и мощное оскорбление. Известно, что в наши дни даже те, кто обычно не ругается открыто, например, уважаемые журналисты и пенсионеры, используют этот термин. Есть только одна проблема: если называть пропагандиста гандоном, то это не защитит [вас] от его лжи».